# Jesús Guzmán
Para el beisbolista venezolano véase Jesús Guzmán (beisbolista)
Jesús Guzmán Gareta (Madrid, 15 de junio de 1926 - Madrid, 16 de octubre de 2023) fue un actor y escritor de programas de televisión español.

## Biografía
Nacido el 15 de junio de 1926 en el seno de una familia de actores, siendo hijo del actor Rafael Guzmán y de la actriz sevillana Aurora Gareta. Bisnieto por línea paterna del actor madrileño Antonio Guzmán (1786-1857), nieto por línea paterna del actor Rafael Guzmán y nieto por línea materna de la actriz malagueña Juana Benítez. Pasó su infancia en la ciudad de Barcelona, donde debuta en teatro en la obra Pasión y Muerte de Jesús de 1935 en una compañía teatral que tenían sus padres. Poco después interpretó diversos papeles secundarios en compañías como la de Guadalupe Muñoz Sampedro y realizó una gira por Latinoamérica.
El 20 de diciembre de 1951 contrajo matrimonio en la Basílica de Ntra. Sra. del Pilar de Zaragoza con Elena García Gil (nacida el 2 de diciembre de 1927 y fallecida el 2 de junio de 2025 )hija de los actores Pío Graci y Elena Gil López, siendo su nombre artístico Elena Graci. Fruto de este matrimonio nacieron María Elena, María Jesús, María Teresa y Mercedes.
De regreso a España, debuta en el cine con la película Manolo, guardia urbano (1956), de Rafael J. Salvia. Sus apariciones en la gran pantalla están marcadas por personajes de reparto de registro cómico, muy frecuentes en el cine español de los años sesenta, y también en algunos spaghetti westerns de la época como La muerte tenía un precio, ¿Quién grita venganza? u Ocaso de un pistolero.
En 1966/67 Jesús Guzmán tenía un teatro de guiñol en las instalaciones de la piscina San Miguel de las Hermandades del Trabajo, en el popular barrio de Carabanchel de Madrid capital, regalando además juguetillos y golosinas a los niños en las tardes del verano.
Su máxima popularidad le llega a partir de 1972, cuando interpreta el papel del cartero Braulio en la serie de TVE Crónicas de un pueblo, dirigida por Antonio Mercero. Su trayectoria posterior se centró sobre todo en la televisión y en el teatro, fundando su propia compañía y haciendo también incursiones en el género de la revista.
En los últimos años se le ha visto realizando una única aparición en el show de TVE La hora de José Mota, donde interpreta a un viejecito pensionista que va a ver cómo se le queda la pensión con el aumento, y el personaje con el que interactúa José Mota, hace de Javier Bardem en la película de No es país para viejos.
La Asociación de Amigos de los Teatros de España (AMITE) le concedió en 2012 su medalla de oro por su longeva trayectoria en el mundo del cine y del teatro, y por el cariño del pueblo de España.
El 18 de julio de 2021, con motivo de la celebración de los homenajes del 50 aniversario del inicio de la serie Crónicas de un pueblo, Jesús Guzmán visitó Santorcaz donde le entregaron una placa y el salón de actos ha pasado a llevar su nombre.
El 16 de octubre de 2023 falleció en su domicilio de Moratalaz, a los 97 años de edad. Su funeral se realizó dos días después en el Tanatorio de La Paz de Alcobendas, dónde posteriormente fue incinerado. 

## Filmografía (selección)
- Manolo, guardia urbano (1956)
- El hombre que viajaba despacito (1957)
- Usted puede ser un asesino (1961)
- Tres de la Cruz Roja (1961)
- Vuelve San Valentín (1962)
- Atraco a las tres (1962)
- La gran familia (1962)
- El turista (1963)
- Marisol rumbo a Río (1963)
- La historia de Bienvenido (1964)
- Búsqueme a esa chica (1965)
- Más bonita que ninguna (1965)
- Historias de la televisión (1965)
- La muerte tenía un precio (1965)
- Las salvajes en Puente San Gil (1966)
- El bueno, el feo y el malo (1966)
- Sor Citroën (1967)
- Buenos días, condesita (1967)
- Los guardiamarinas (1967)
- ¿Qué hacemos con los hijos? (1967)
- Un millón en la basura  (1967)
- El turismo es un gran invento (1968)
- No desearás la mujer de tu prójimo (1968)
- Juicio de faldas (1969)
- ¡Se armó el belén! (1970)
- Don Erre que erre (1970)
- Las Ibéricas F.C. (1971)
- Los días de Cabirio (1971)
- Me debes un muerto (1971)
- Préstame quince días (1971)
- Zorrita Martínez (1975)
- El señor está servido (1976)
- Las delicias de los verdes años (1976)
- Al, uno de tantos (Cortometraje) (2001)
- 8 citas (2008)
- El gran Vázquez (2010)
- Un dios prohibido (2013)
- Blockbuster (2013)
- Los del túnel (2016)
- Tercera Edad (Cortometraje) (2018)
- Amalia en el otoño (2020)

## Televisión
- La familia Colón 1 episodio (1967)
- Crónicas de un pueblo (1971-1974)
- Anillos de oro (1983).
- Farmacia de guardia (1992-1995).
- Lleno, por favor 1 episodio (1993).
- Los ladrones van a la oficina 1 episodio (1994).
- Hostal Royal Manzanares 4 episodios (1996).
- Colegio mayor 2 episodios (1996).
- La casa de los líos 1 episodio (1998).
- Médico de familia 1 episodio (1999).
- ¡Ala...Dina! 1 episodio (2000).
- Manos a la obra 2 episodios (1999-2001).
- ¿Se puede? 2 episodios (2004).
- Aída 1 episodio (2007).

## Premios
- Medalla de Plata de la Orden del Mérito Postal (1972).[4]
- Medalla de Honor de la Asociación Nacional de Amigos de los Teatros Históricos de España